# Catacomba di Aproniano
La catacomba di Aproniano è una catacomba di Roma, posta in via Cesare Correnti, nei pressi di via Latina, nel quartiere Appio-Latino.
L'identificazione di questo cimitero ipogeo con quello di Aproniano, di cui parlano le fonti antiche, è attribuito a Enrico Josi, anche se molti studiosi non concordano con questa identificazione e preferiscono chiamare il cimitero con il nome della via in cui è ubicato. Aproniano fu il proprietario del terreno in cui sorse il cimitero. La catacomba fu certamente visitata da Antonio Bosio che ne parlò nella sua Roma sotterranea e la descrisse come ricca di architetture, cappelle funerarie, cubicoli e arcosoli completamente affrescati, e con mosaici: vi riconobbe quattro livelli (perciò una delle più grandi e audaci di tutta Roma), e vi trovò due iscrizioni datate rispettivamente 384 e 400.
Di tutta questa ricchezza rimane ben poco. Riscoperta dallo Josi nel 1937, gli scavi non portarono a grandi risultati. È stata confermata la presenza di quattro livelli; furono scoperte due iscrizioni datate 371 e 372: ciò fa supporre che la catacomba risalga alla seconda metà del IV secolo. Il livello più antico è il secondo, di cui però non si conosce la scala d'ingresso originaria.
Gli itinerari altomedievali per pellegrini attribuiscono a questa catacomba la presenza di diversi santi martiri: Eugenia, Nemesio diacono, Olimpio, Semproniano, Teodulo, Superio, Oblotere e Tiburticano. Questi ultimi due e Nemesio sono completamente sconosciuti alle antiche fonti liturgiche. Di Olimpio, Semproniano, Teodulo e Superio si ha conoscenza solo nella leggenda agiografica del martire Stefano. L'unica martire di cui si ha una qualche notizia è Eugenia, che sarebbe morta sotto gli imperatori Valeriano (253-260) e Gallieno (253-268), e i cui resti erano deposti in una cappella della chiesa subdiale a lei dedicata sulla destra della via Latina: si sa dal Liber Pontificalis, che i papi Giovanni VII e Adriano I ristrutturarono la chiesa di Sant'Eugenia e vi fondarono nei pressi un monastero femminile. Tutto il sopraterra del cimitero ipogeo è andato completamente distrutto dai lavori edilizi del XX secolo.